# Lacey Turner
Lacey Amelia Turner (Hendon, Londres, Inglaterra, 28 de marzo de 1988) es una actriz británica ganadora de varios premios y más conocida por interpretar a Stacey Slater en la serie EastEnders y a Molly Dawes en la serie Our Girl.

## Biografía
Es hija de Leslie "Les" Turner y Bev Harvey, sus hermanas menores son las actrices Daisy Turner y Lily Harvey.
Su primo segundo es el actor Philip Dowling, quien interpretó a Leo Taylor en EastEnders. 
Es muy buena amiga de los actores Charlie Clements, Matt Di Angelo, Louisa Lytton, Jessie Wallace, Kellie Shirley y Tiana Benjamin.
En 2005 salió brevemente con Jake Gotlib.
En 2006 comenzó a salir con el dueño de una barbería Matt Kaye, la relación terminó en 2007 pero regresaron en 2011 la pareja terminó nuevamente en 2012, pero poco después regresaron. En septiembre de 2016 anunciaron que se habían comprometido y finalmente se casaron en septiembre de 2017 en Ibiza; entre los asistentes estuvieron sus amigos y compañeros Barbara Windsor, Jake Wood, Laurie Brett, Scott Maslen, Aaron Sidwell y James Bye.
A finales de febrero de 2019 la pareja anunció que estaban esperando su primer bebé juntos en julio del mismo año. Lacey también reveló que previamente a su embarazó había sufrido dos abortos. Finalmente el 12 de julio de 2019 tuvieron su primera hija, Dusty Violet Kay. En septiembre de 2020 Lacey anunció que estaba embarazada por segunda vez. Su segundo, Trilby Fox Kay, nació el 3 de febrero de 2021.

## Carrera

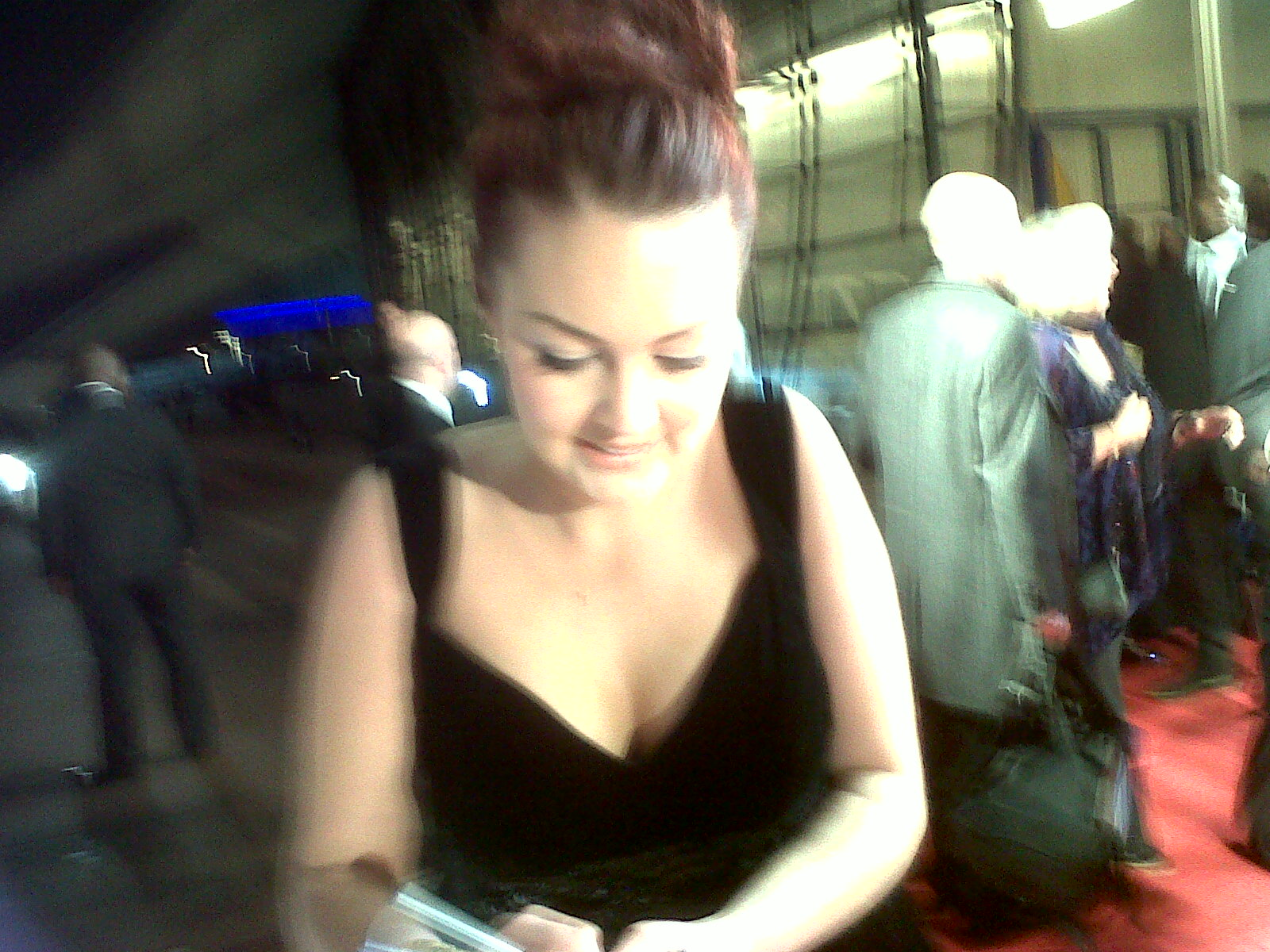
Lacey Turner en los National Television Awards de 2011

En noviembre de 2004 se unió al elenco de la exitosa serie británica EastEnders donde interpretó a la rebelde Stacey Slater-Branning, hasta el 25 de diciembre de 2010 después de que su personaje decidiera irse de la calle Waldford, con su pequeña hija, Lily. Originalmente Lacey había audicionado por el papel de Demi Miller. Por su interpretación Lacey ha recibido numerosas nominaciones y premios. Poco después de anunciar que se iría de la serie, Lacey comentó que había hecho un trato con Charlie Clements, quien interpretó a su esposo Bradley Branning en la serie, que ambos se irían al mismo tiempo, Clements terminó su participación en la serie el 22 de febrero de 2010 mientras que Lacey el 25 de diciembre del mismo año. Lacey regresó a la serie el 7 de febrero de 2014 y desde entonces aparece.
En 2010 participó en el video "Love Machine" donde varios de los actores que participan en EastEnders aparecieron entre ellos Patsy Palmer, Shona McGarty, Charlie Brooks, Pam St. Clement, Neil McDermott, Sid Owen, Steve McFadden, Adam Woodyatt y Jake Wood.
En enero de 2011 apareció como invitada en el primer episodio de la tercera temporada de la serie Being Human titulado "Lia", donde interpretó a Lia Shaman, una fantasma que guía al vampiro John Mitchell mientras busca a Annie Sawyer. Poco después se anunció que Lacey interpretaría de nuevo a Lia en el último episodio de la temporada. Su última aparición fue en el episodio "The Wolf-Shaped Bullet".
En marzo del mismo año se unió al elenco del espectáculo Frankenstein's Wedding donde interpretó a Elizabeth Lavenza, la prometida de Victor Frankenstein (Andrew Gower). El programa fue filmado enfrente de 12,000 y trasmitido en vivo por la cadena BBC3.
En 2012 Lacey apareció en el segundo episodio de la serie True Love donde interpretó a Michelle una joven cuyo esposo Paul (Ashley Walters) comienza una aventura con Stella (Jaime Winstone). También apareció durante el primer episodio en donde su hermana menor Serena (Vicky McClure) reaparece en la vida de su primer novio Nick (David Tennant) quien ahora está casado.
En diciembre de 2011 se anunció que Lacey se uniría a la segunda temporada de la serie Bedlam en donde interpreta a Ellie, una paramédica que puede ver fantasmas en el 2012. En la serie comparte créditos con Jack Roth, James Sutton, Nikesh Patel y Gemma Chan.
En 2012 se unió al elenco principal de la nueva serie Switch donde interpretó a la bruja Stella Munrow, hasta el final de la serie ese mismo año
En 2013 se unió al elenco principal del drama Our Girl donde interpreta a Molly Dawes, una joven que después de tantos problemas en su vida termina afuera de una academia de la armada y decide que necesita cambiar su forma de vivir y se alista en el ejército y es enviada a Afganistán, hasta ahora. En diciembre de 2013 se anunció que la película había obtenido luz verde para convertirse en serie la cual sería estrenada en el 2014.
En 2014 apareció como invitada en la serie Call The Midwife donde interpretó a Stella, una presidiaria que entra en labor de parto cuando las enfermeras visitan la prisión Holloway.

## Filmografía

### Series de televisión

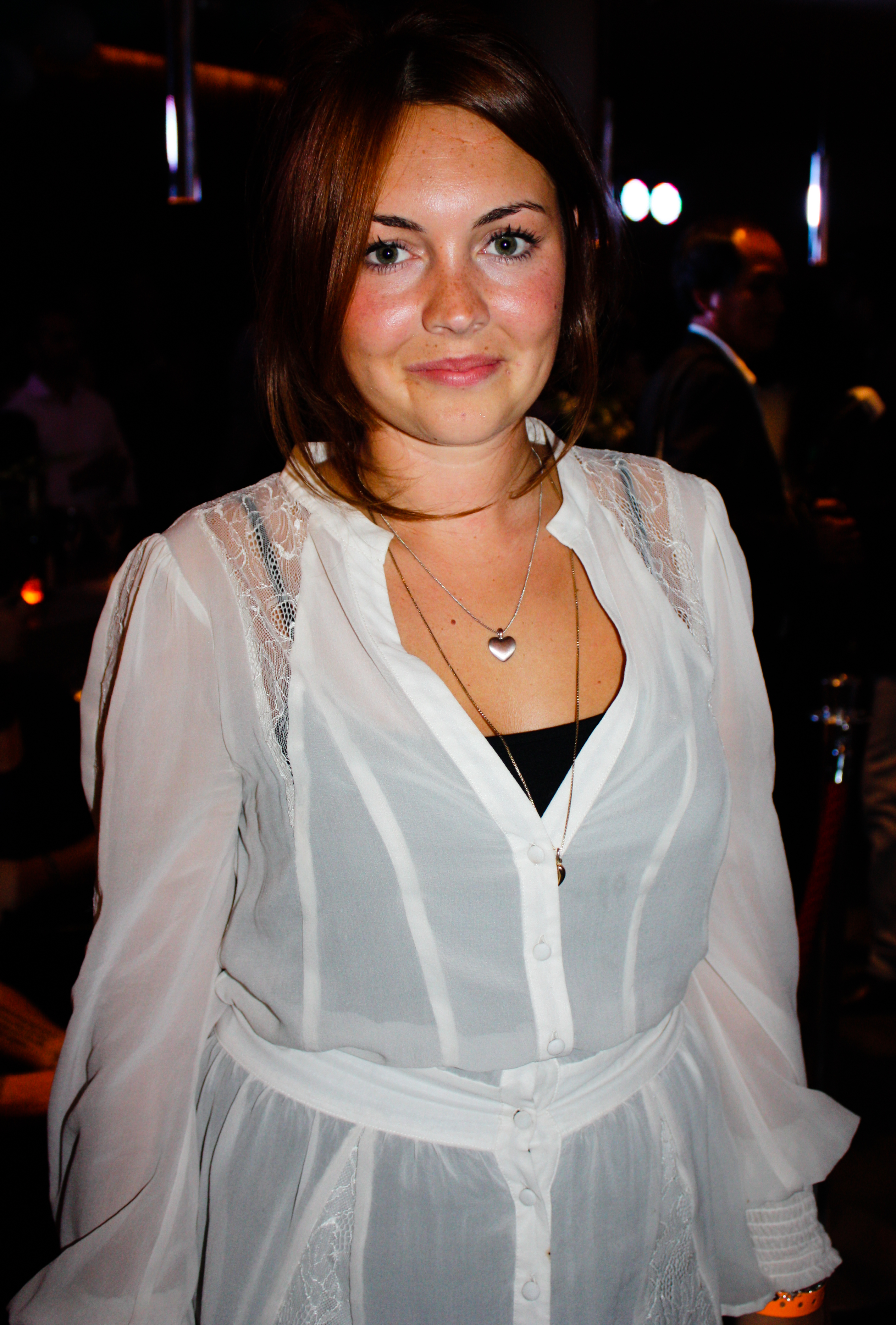
Lacey en septiembre del 2010

| Año                      | Título           | Personaje              | Notas                         |
| ------------------------ | ---------------- | ---------------------- | ----------------------------- |
| 2004-2010, 2014-presente | EastEnders       | Stacey Slater          | 1,379 episodios               |
| 2013-2014                | Our Girl         | Dra. Molly Dawes-James | 5 episodios                   |
| 2014                     | Call The Midwife | Stella Crangle         | episodio # 3.3                |
| 2012                     | Switch           | Stella Munroe          | 6 episodios                   |
| 2012                     | Bedlam           | Ellie Flint            | 6 episodios                   |
| 2012                     | True Love        | Michelle Booth         | 2 episodios                   |
| 2011                     | Being Human      | Lia Shaman             | 2 episodios                   |
| 1999                     | The Worst Witch  | Maddie Stevenson       | episodio "The Dragon's Hoard" |

### Películas
| Año  | Título       | Personaje   | Notas                                                                        |
| ---- | ------------ | ----------- | ---------------------------------------------------------------------------- |
| 2013 | Our Girl     | Molly Dawes | junto a Matthew McNulty, Mimi Keene, Paul Fox, Daniel Black y Sean Gallagher |
| 2011 | Life Outside | Gemma       | junto a Sebastian Street y Jazz Lintott                                      |

### Radio drama
| Año  | Título                          | Personaje       |
| ---- | ------------------------------- | --------------- |
| 2013 | The One About the Social Worker | Tamsin Geraghty |
| 2013 | Up the Junction                 | Rube            |

### Musical
| Año  | Título                                  | Personaje                            | Notas                                 |
| ---- | --------------------------------------- | ------------------------------------ | ------------------------------------- |
| 2011 | Frankenstein's Wedding... Live in Leeds | Elizabeth "Liz" Lavenza-Frankenstein | junto a Andrew Gower y David Harewood |

### Apariciones
| Año  | Título                            | Notas                       |
| ---- | --------------------------------- | --------------------------- |
| 2010 | EastEnders: Last Tango in Walford | apareció como Stacey Slater |
| 2009 | The Sunday Night Project          | episodio # 2.5              |
| 2008 | Lily Allen and Friends            | episodio # 1.3              |
| 2005 | Smile                             | episodio del 17 de abril    |

## Premios y nominaciones
| Año  | Categoría                                                      | Premio                                         | Serie      | Resultado |
| ---- | -------------------------------------------------------------- | ---------------------------------------------- | ---------- | --------- |
| 2018 | Best Female Dramatic Performance                               | British Soap Award                             | EastEnders | Nominada  |
| 2018 | Best Actress                                                   | British Soap Award                             | EastEnders | Nominada  |
| 2018 | Best On-Screen Partnership (junto a Jake Wood)                 | British Soap Award                             | EastEnders | Nominados |
| 2017 | Best Actress                                                   | British Soap Award                             | EastEnders | Nominada  |
| 2017 | Best On-Screen Partnership (junto a James Bye)                 | British Soap Award                             | EastEnders | Nominados |
| 2016 | Best Actress                                                   | Inside Soap Award                              | EastEnders | Ganó      |
| 2016 | Best Partnership (junto a James Bye)                           | Inside Soap Award                              | EastEnders | Nominados |
| 2016 | Best Soap Actress                                              | TV Choice Award                                | EastEnders | Ganó      |
| 2016 | Best Actress                                                   | British Soap Award                             | EastEnders | Ganó      |
| 2016 | Best Female Dramatic Performance                               | British Soap Award                             | EastEnders | Ganó      |
| 2014 | Best Actress                                                   | British Soap Award                             | EastEnders | Nominada  |
| 2011 | Best Exit                                                      | Inside Soap Award                              | EastEnders | Nominada  |
| 2011 | Best Exit                                                      | British Soap Award                             | EastEnders | Nominada  |
| 2011 | Best Love Triangle (junto a Neil McDermott y Charlie Brooks)   | All About Soap Awards                          | EastEnders | Nominados |
| 2011 | Serial Drama Performance                                       | National Television Awards                     | EastEnders | Ganó      |
| 2010 | Favourite Soap Star                                            | TV Times Awards                                | EastEnders | Ganó      |
| 2010 | Best Dramatic Performance                                      | Inside Soap Awards                             | EastEnders | Nominada  |
| 2010 | Best Actress                                                   | Inside Soap Awards                             | EastEnders | Ganó      |
| 2010 | Best Soap Actress                                              | TV Choice Awards                               | EastEnders | Ganó      |
| 2010 | Favorite Soap Actress                                          | Walkers TV Now Awards                          | EastEnders | Ganó      |
| 2010 | Best Dramatic Performance                                      | British Soap Awards                            | EastEnders | Ganó      |
| 2010 | Best Actress                                                   | British Soap Awards                            | EastEnders | Ganó      |
| 2010 | Killer Secret (por ¿Quién mató a Archie?)                      | All About Soap Bubble Awards                   | EastEnders | Ganó      |
| 2010 | I'm A Survivor                                                 | All About Soap Bubble Awards                   | EastEnders | Ganó      |
| 2010 | Celeb Style                                                    | All About Soap Bubble Awards                   | EastEnders | Nominada  |
| 2010 | TV Soap Personality                                            | Television and Radio Industries Club Awards    | EastEnders | Nominada  |
| 2010 | Serial Drama Performance                                       | National Television Awards                     | EastEnders | Ganó      |
| 2009 | Ultimate TV Actress                                            | Cosmopolitan Ultimate Women of the Year Awards | EastEnders | Ganó      |
| 2009 | Favourite Soap Star                                            | TV Times Awards                                | EastEnders | Ganó      |
| 2009 | Soaps and Continual Drama                                      | Mental Health Media Awards                     | EastEnders | Ganó      |
| 2009 | Outstanding Serial Drama Performance                           | National Television Awards                     | EastEnders | Ganó      |
| 2009 | Ultimate TV Actress                                            | Cosmopolitan: Woman of the Year                | EastEnders | Ganó      |
| 2009 | Best Actress                                                   | Inside Soap Awards                             | EastEnders | Ganó      |
| 2009 | Celeb Style Award                                              | All About Soap Awards                          | EastEnders | Nominada  |
| 2009 | Sexiest Female                                                 | British Soap Awards                            | EastEnders | Nominada  |
| 2008 | Favourite Soap Star                                            | TV Times Awards                                | EastEnders | Ganó      |
| 2008 | Best Soap Actress                                              | TV Quick and Choice Awards                     | EastEnders | Nominada  |
| 2008 | Outstanding Serial Drama Performance                           | National Television Awards                     | EastEnders | Nominada  |
| 2008 | Best Single Episode (Noche de Navidad)                         | British Soap Awards                            | EastEnders | Nominada  |
| 2008 | Best Actress                                                   | British Soap Awards                            | EastEnders | Nominada  |
| 2008 | Best Couple (junto a Charlie Clements)                         | Inside Soap Awards                             | EastEnders | Ganaron   |
| 2008 | Best Actress                                                   | Inside Soap Awards                             | EastEnders | Ganó      |
| 2008 | Best Soap Slap (junto a Jo Joyner)                             | All About Soap Awards                          | EastEnders | Ganaron   |
| 2008 | Secret's Out (junto a Charlie Clements, Jake Wood y Jo Joyner) | All About Soap Awards                          | EastEnders | Ganaron   |
| 2008 | Best Secret Reveal                                             | All About Soap Awards                          | EastEnders | Ganaron   |
| 2007 | Sexiest Female                                                 | British Soap Awards                            | EastEnders | Nominada  |
| 2007 | Best Actress                                                   | British Soap Awards                            | EastEnders | Nominada  |
| 2007 | Sexiest Female                                                 | Inside Soap Awards                             | EastEnders | Nominada  |
| 2007 | Best Soap Actress                                              | TV Quick and Choice Awards                     | EastEnders | Nominada  |
| 2007 | Best Dressed Soap Star                                         | Inside Soap Awards                             | EastEnders | Nominada  |
| 2007 | Best Performance by a Soap Actress                             | TV Now Awards                                  | EastEnders | Ganó      |
| 2007 | Most Popular Soap Personality                                  | Television and Radio Industry Club Awards      | EastEnders | Ganó      |
| 2007 | Most Popular Actress                                           | National Television Awards                     | EastEnders | Ganó      |
| 2007 | Best Couple (junto a Charlie Clements)                         | Inside Soap Awards                             | EastEnders | Ganaron   |
| 2007 | Best Actress                                                   | Inside Soap Awards                             | EastEnders | Ganó      |
| 2007 | Best Dramatic Performance                                      | British Soap Awards                            | EastEnders | Ganó      |
| 2007 | Double Act (junto a Charlie Clements)                          | All About Soap Awards                          | EastEnders | Nominados |
| 2007 | Christmas Cracker (junto a Jake Wood)                          | All About Soap Awards                          | EastEnders | Nominados |
| 2007 | Best Tearjerker                                                | All About Soap Awards                          | EastEnders | Ganó      |
| 2006 | Best Dramatic Performance                                      | British Soap Awards                            | EastEnders | Nominada  |
| 2006 | Sexiest Female                                                 | Inside Soap Awards                             | EastEnders | Nominada  |
| 2006 | Sexiest Female                                                 | British Soap Awards                            | EastEnders | Nominada  |
| 2006 | Most Popular Actress                                           | National Television Awards                     | EastEnders | Nominada  |
| 2006 | Best Soap Actress                                              | TV Quick and Choice Awards                     | EastEnders | Nominada  |
| 2006 | Soaps and Continual Drama (junto a Gillian Wright)             | Mental Health Media Awards                     | EastEnders | Ganaron   |
| 2006 | Best Actress                                                   | Inside Soap Awards                             | EastEnders | Ganó      |
| 2006 | Best Couple (junto a Charlie Clements)                         | Inside Soap Awards                             | EastEnders | Ganaron   |
| 2006 | Best Actress                                                   | British Soap Awards                            | EastEnders | Ganó      |
| 2005 | Soap Bitch of the Year                                         | British Soap Awards                            | EastEnders | Nominada  |
| 2005 | Most Popular Newcomer                                          | National Television Awards                     | EastEnders | Nominada  |
| 2005 | Best Dramatic Performance from a Young Actor or Actress        | British Soap Awards                            | EastEnders | Nominada  |
| 2005 | Best Soap Newcomer                                             | TV Quick and Choice Awards                     | EastEnders | Ganó      |
| 2005 | Best Young Actor                                               | Inside Soap Awards                             | EastEnders | Ganó      |